# Sparkx
Sparkx is een sportpretpark in Hasselt waar bezoekers 50 verschillende sporten kunnen proberen, fysiek of ondersteund met augmented en virtuele realiteit. Het park werd geopend in mei 2023.

## Beschrijving
Sparkx zegt het grootste sportpretpark te zijn in Europa, gemeten naar aantal sporten. Het is gelegen in het Hasseltse shoppingcenter Plaza'H.
Het sportpretpark speelt in op de gamificatietrend in de sport- en fitnesswereld. 70 procent van de sporten in Sparkx zijn niet in een virtuele omgeving, maar dan worden scores elektronisch geregistreerd.
21 attracties zijn toegankelijk voor rolstoelgebruikers.

### Attracties
- Basketbal
- Corestabiliteit
- Curling
- Hockey
- Honkbal
- Diepzeevissen
- Formule 1-simulatie
- Kleiduifschieten
- Klifduiken
- Klimmuur
- Paragliden
- Skiën
- Tennis
- Tokkelbaan
- Voetbal
- Wingsuitsimulator